# Pseudoligandra
Pseudoligandra é um género botânico pertencente à família Asteraceae. Contém uma única espécie aceite, Pseudoligandra chrysocoma (Wedd.) M.O.Dillon & Sagást.